# Saison 4 du Meilleur Pâtissier : Les Professionnels
 (novembre 2023).
- Si vous ne connaissez pas le sujet, laissez ce bandeau (vous pouvez alors contacter les auteurs).
- Si vous supprimez le contenu mis en cause (vous pouvez préalablement contacter les auteurs),

argumentez précisément cette suppression dans la page de discussion
(un manque de référence n'est pas un argument ; une recherche réelle de référence doit avoir été effectuée, être formellement documentée).
 (juin 2025).
La quatrième saison du Meilleur Pâtissier : Les Professionnels est une déclinaison du concours culinaire Le Meilleur Pâtissier, articulée autour de plusieurs candidats professionnels, diffusée sur M6 depuis le 4 mai 2021. Elle est présentée par Julia Vignali et a été tournée au château de Groussay à Montfort-l'Amaury.
Ce sont les amis Henri et Alexis qui l'emportent. Ils gagnent le trophée du Meilleur Pâtissier : Les Professionnels.

## Production et organisation

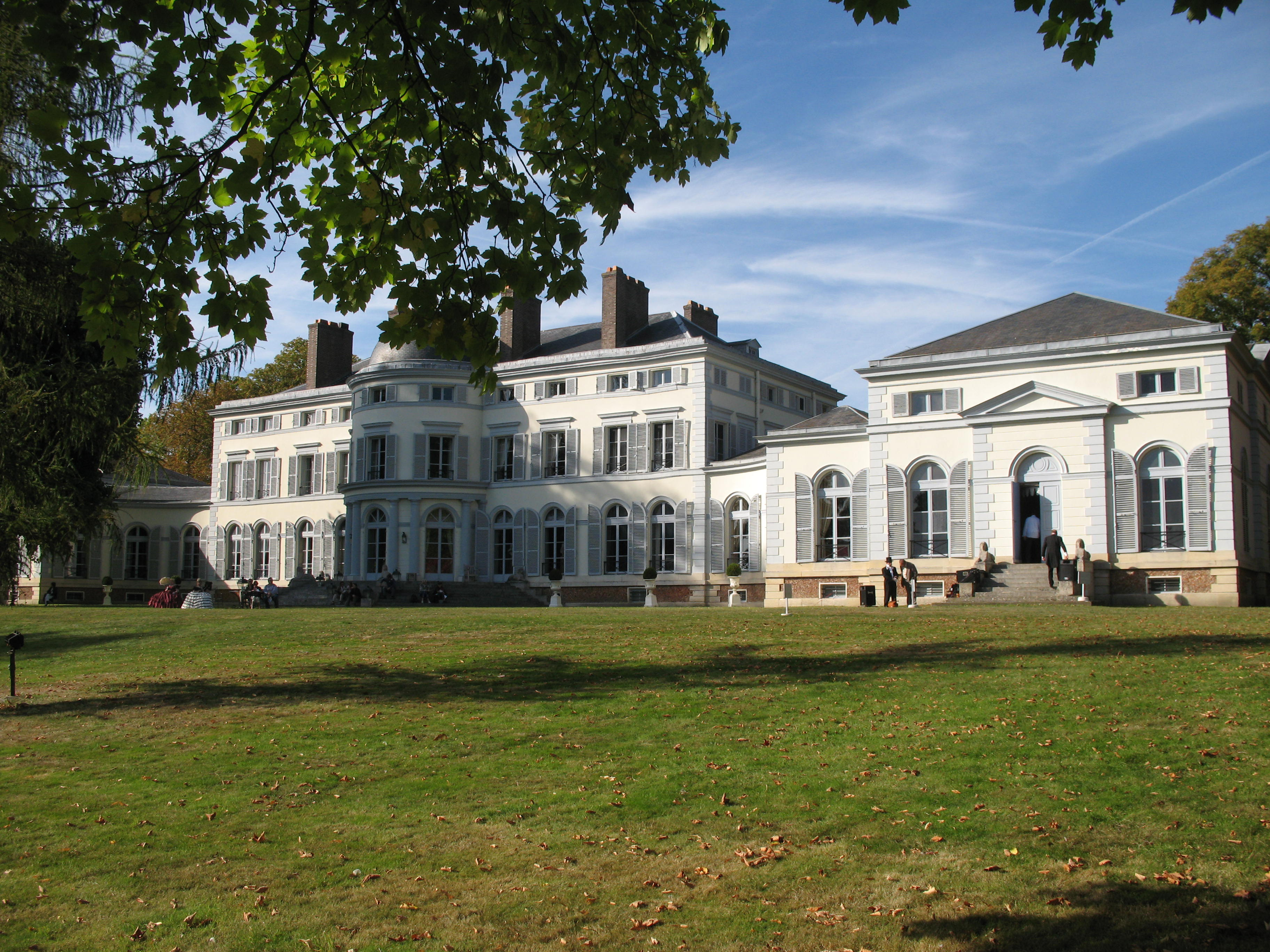
Le château de Groussay accueille le tournage de cette saison.

Julia Vignali présente l'émission, et ce, pour la dernière fois, cette dernière ayant décidé de quitter le groupe M6,.
L'émission est produite par Kitchen Factory Productions et BBC Studios France (sociétés de production qui produisent l'émission depuis la première saison).

### Lieu de tournage
L'émission a été tournée en novembre 2019 au château de Groussay à Montfort-l'Amaury, qui accueille aussi le tournage des éditions classiques. Il s'est déroulé dans une tente au style industriel.
Le décalage important entre le moment du tournage et la date de diffusion est dû à la pandémie de Covid-19, qui a poussé la chaîne à préférer des programmes évènementiels, tels que Tous en cuisine, en direct avec Cyril Lignac, mais aussi à diffuser la neuvième saison du concours classique avant celle-ci,,.

## Nouveautés
Pour cette saison, le nombre d'épreuves est ramené à deux : « La vitrine », qui demande aux candidats de revisiter un classique de la pâtisserie, en trente exemplaires individuels ; et « Le défi des chefs », qui demande aux candidats de faire appel à leur créativité et leur technique pour relever le défi sur un thème imposé,,.
Le nombre de candidats est aussi resserré, puisque ce ne sont plus des trinômes, mais des binômes qui s'affrontent. Ces derniers sont exclusivement français et ne viennent pas du monde entier comme dans les saisons précédentes. Ils ont tous un lien de parenté, comme père et fils, frères, ou encore en couple.

## Participants

### Jury
Le jury de cette saison se compose de Cyril Lignac, Pierre Hermé et Jean-François Piège,,,[source secondaire souhaitée].

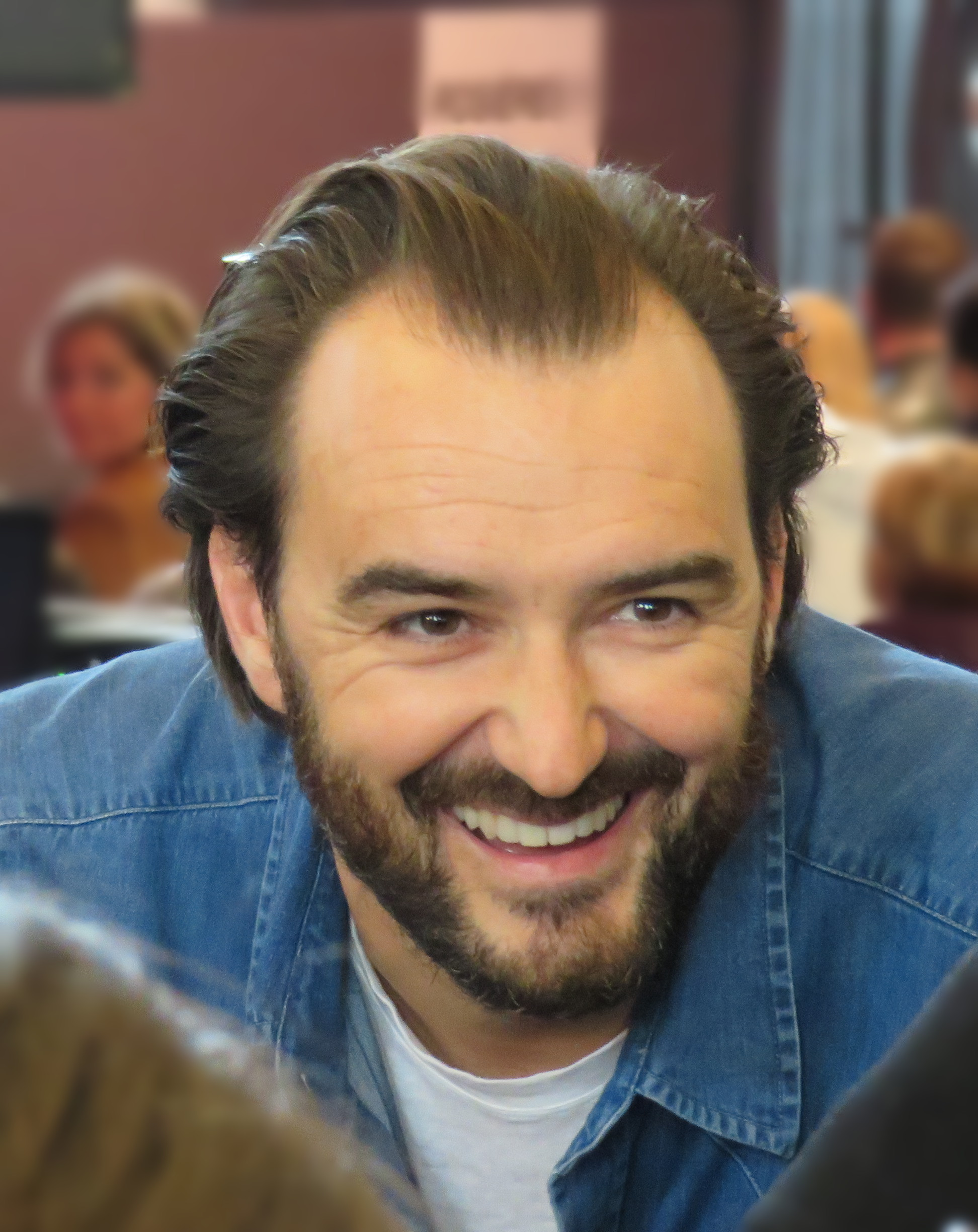
Cyril Lignac
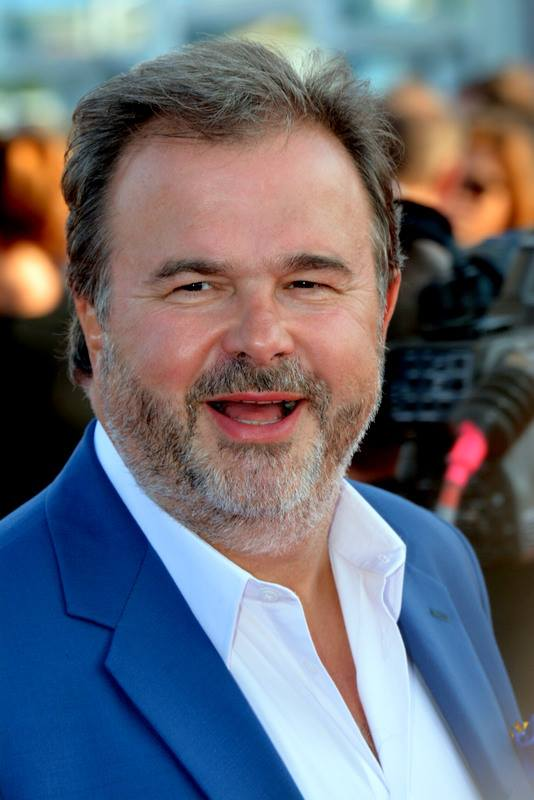
Pierre Hermé
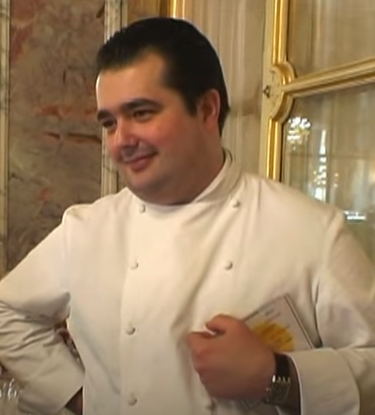
Jean-François Piège

### Candidats
Ci-dessous, la liste des sept binômes que cette saison,[source secondaire souhaitée] :
| Binôme | Binôme               | Localisation           | Lien                          | Statut et période           |
| ------ | -------------------- | ---------------------- | ----------------------------- | --------------------------- |
| ♂      | Joël et Jérôme       | Var                    | Les frères du sud             | Éliminés (épisode 1)        |
| ♂      | Antonio et Christian | Paris                  | Le père et son fils           | Éliminés (épisode 1 – 2)    |
| ♀      | Louise et Pascaline  | Bordeaux               | Les copines bordelaises       | Éliminées (épisode 1 – 3)   |
| ♂ ♀    | Rémi et Victoire     | Montrouge              | Les amis d'enfance            | Éliminés (épisode 1 – 4)    |
| ♂      | Gwendal et Julien    | Paris                  | Les prodiges de la pâtisserie | Finalistes (épisode 1 – 5)  |
| ♀ ♂    | Amandine et Mickaël  | Annecy                 | Les amoureux d'Annecy         | Finalistes (épisode 1 – 5)  |
| ♂      | Henri et Alexis      | Villefranche-sur-Saône | Les amis et futurs associés   | Vainqueurs (épisodes 1 – 5) |

## Bilan par épisode
- Si vous ne connaissez pas le sujet, laissez ce bandeau (vous pouvez alors contacter les auteurs).
- Si vous supprimez le contenu mis en cause (vous pouvez préalablement contacter les auteurs),

argumentez précisément cette suppression dans la page de discussion
(un manque de référence n'est pas un argument ; une recherche réelle de référence doit avoir été effectuée, être formellement documentée).
| Épisode     | La vitrine      | Le défi des chefs                                            | Binôme désigné « Macaron d'or » | Binôme éliminé                        | Réf.                          |
| ----------- | --------------- | ------------------------------------------------------------ | ------------------------------- | ------------------------------------- | ----------------------------- |
| 1er épisode | La tarte Tatin  | La France                                                    | Louise et Pascaline             | Joël et Jérôme                        | [ 9 ]                         |
| 2e épisode  | La forêt-noire  | Pâques                                                       | Gwendal et Julien               | Christian et Antonio                  |                               |
| 3e épisode  | L'île flottante | Le gâteau de mariage                                         | Amandine et Mickaël             | Louise et Pascaline                   |                               |
| 4e épisode  | Le fraisier     | Pagode impériale et concorde (épreuve technique de Mercotte) | Henri et Alexis                 | Rémi et Victoire                      |                               |
| Épisode     | La vitrine      | Le défi des chefs                                            | Vainqueurs                      | Finalistes                            |                               |
| 5e épisode  | Le saint-honoré | Grand buffet de pâtisserie sur un thème personnel            | Henri et Alexis                 | Gwendal et Julien Amandine et Mickaël | [source secondaire souhaitée] |

## Résumés détaillés
- Si vous ne connaissez pas le sujet, laissez ce bandeau (vous pouvez alors contacter les auteurs).
- Si vous supprimez le contenu mis en cause (vous pouvez préalablement contacter les auteurs),

argumentez précisément cette suppression dans la page de discussion
(un manque de référence n'est pas un argument ; une recherche réelle de référence doit avoir été effectuée, être formellement documentée).

### 1erépisode

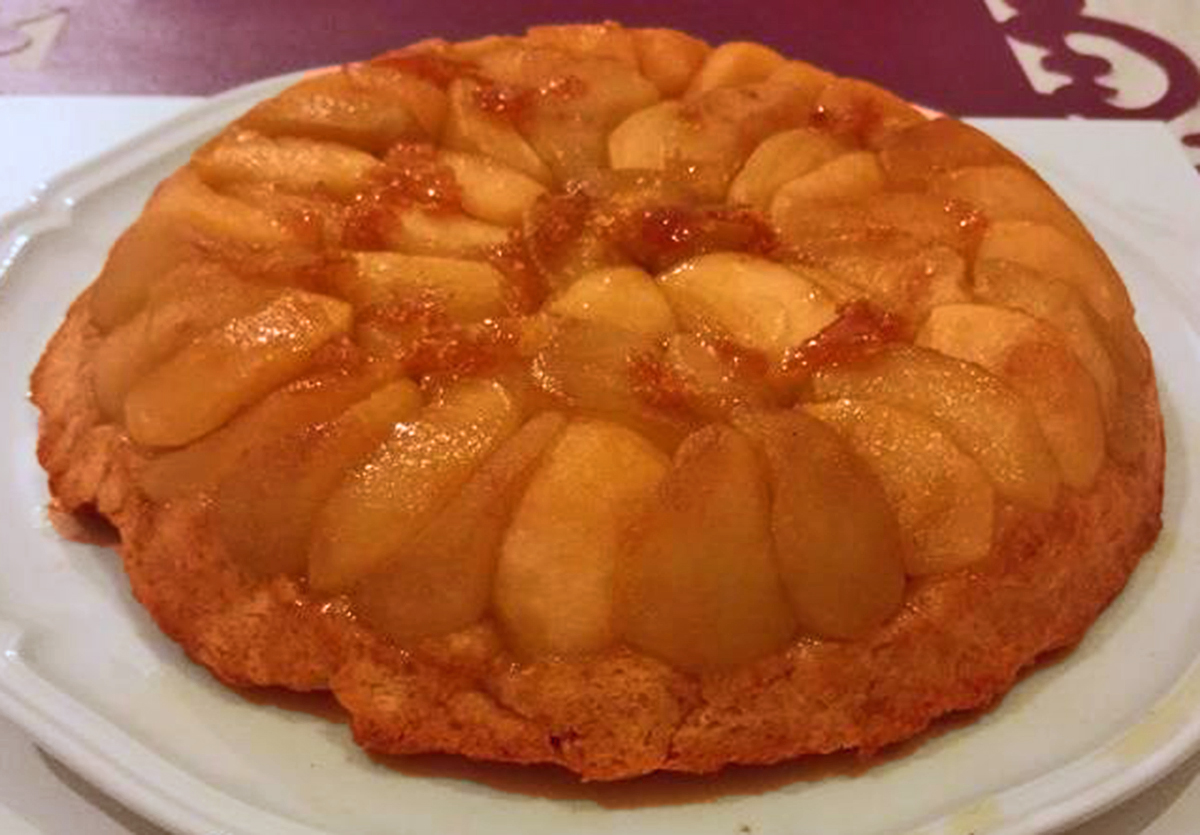
La tarte Tatin est le gâteau à revisiter pour la première épreuve de cette saison.

Cet épisode est diffusé le 4 mai 2021.
Pour l'épreuve de la vitrine, les candidats ont 3 h, pour revisiter la tarte Tatin, en trente petites tartelettes individuelles. L'épreuve se déroule, et après dégustation, Louise et Pascaline et Amandine et Mickaël reçoivent les félicitations du jury, tandis que Rémi et Victoire et Joël et Jérôme sont en dessous.
Pour le défi des chefs, les candidats ont 4 h pour réaliser une pièce hommage à la France.
Au regard des deux épreuves, les jurés ont désigné Louise et Pascaline pâtissières de la semaine, leur confiant le trophée du « Macaron d'or » et ont décidé d'éliminer Joël et Jérôme.

### 2eépisode

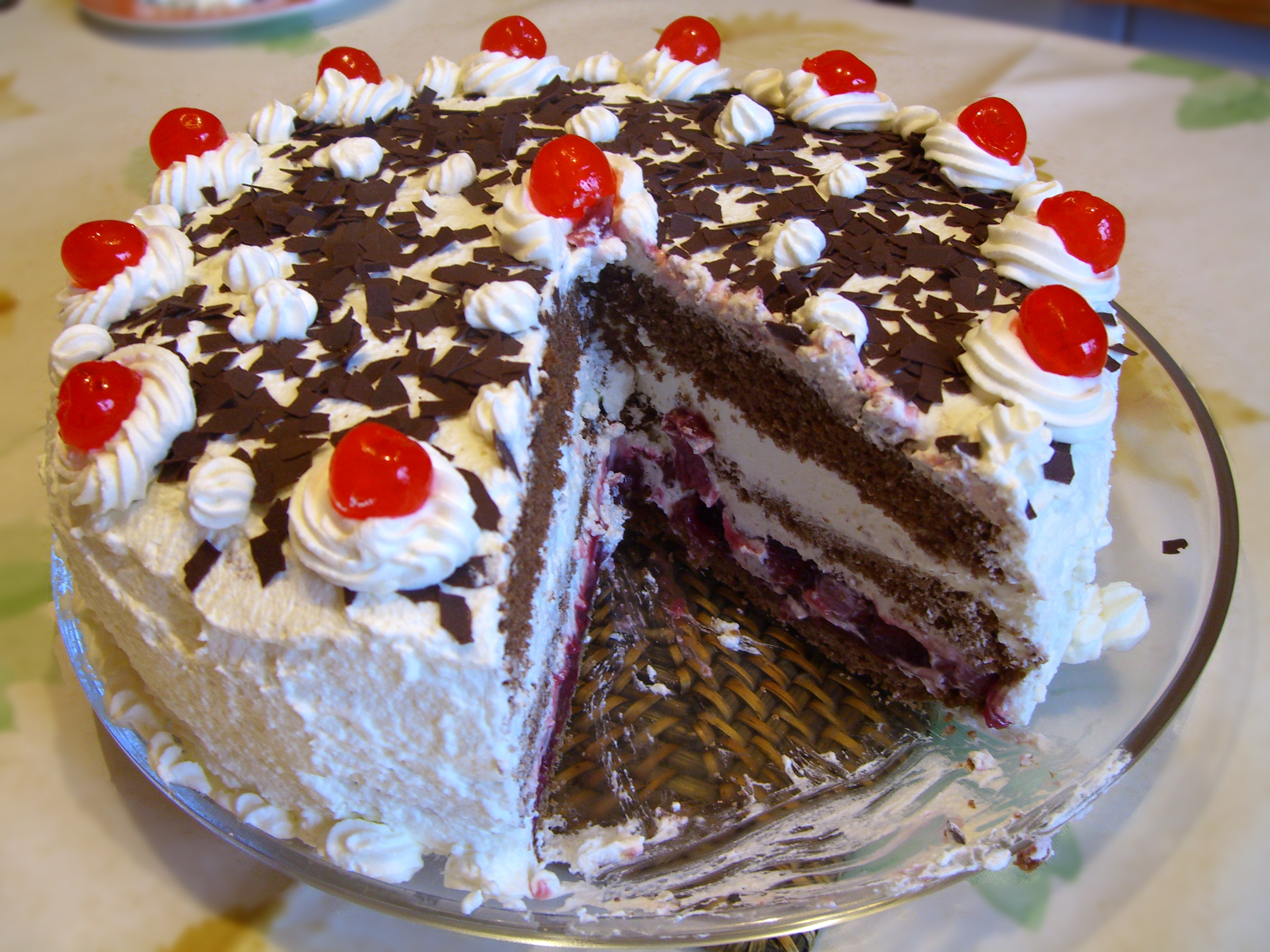
Les candidats doivent revisiter la forêt-noire, pour la première épreuve.

Cet épisode est diffusé le 11 mai 2021.
Pour l'épreuve de la vitrine, les candidats ont 3 h, pour revisiter la forêt-noire, en trente petites tartelettes individuelles. L'épreuve se déroule, et après dégustation, Gwendal et Julien et Henri et Alexis reçoivent les félicitations du jury, tandis que Christian et Antonio et Victoire et Rémi sont en dessous.
Pour le défi des chefs, les candidats ont 4 h pour réaliser une pièce en rapport avec Pâques (et donc sa chasse aux œufs en chocolat). L'épreuve est jugée par les chefs jurés et par plusieurs enfants.
Au regard des deux épreuves, les jurés ont désigné Gwendal et Julien pâtissiers de la semaine, leur confiant le trophée du « Macaron d'or » et ont décidé d'éliminer Christian et Antonio.

### 3eépisode
Cet épisode est diffusé le 18 mai 2021.
Pour l'épreuve de la vitrine, les candidats ont 2 h 30, pour revisiter l'île flottante, en trente petits entremets individuels. L'épreuve se déroule, et après dégustation, Amandine et Mickaël reçoivent les félicitations du jury, tandis que Louis et Pascaline sont en dessous.
Pour le défi des chefs, les candidats ont 4 h pour réaliser un gâteau de mariage, selon des demandes de plusieurs couples.
Au regard des deux épreuves, les jurés ont désigné Amandine et Mickaël pâtissiers de la semaine, leur confiant le trophée du « Macaron d'or » et ont décidé d'éliminer Louise et Pascaline.

### 4eépisode(demi-finale)
Cet épisode est diffusé le 25 mai 2021.
Rémi et Victoire sont éliminés.

### 5eépisode(finale)
Cet épisode est diffusé le 1er juin 2021.
Pour l'épreuve de la vitrine, les candidats ont 2 h 30, pour revisiter le saint-honoré, en trente petits entremets individuels. L'épreuve se déroule, et après dégustation, Gwendal et Julien reçoivent les félicitations du jury.
Pour le défi des chefs, les candidats ont 5 h pour réaliser un grand buffet composé de différentes pièces suivant un thème de leur choix.
Au regard de ces deux épreuves et de l'ensemble des prestations précédentes, les jurés ont désigné Henri et Alexis « Meilleurs pâtissiers professionnels » de la saison 4.

## Audiences et diffusion
En France, l'émission est diffusée les mardis, sur M6, depuis le 4 mai 2021. Un épisode dure environ 2 h 15 (publicités incluses), soit une diffusion de 21 h 5 à 23 h 20.
| Épisode            | Jour et horaire de diffusion        | Nombre de téléspectateurs | Part de marché  | Part de marché | Classement des audiences | Réf.   |
| Épisode            | Jour et horaire de diffusion        | Nombre de téléspectateurs | (4 ans et plus) | (FRDA-50)      | Classement des audiences | Réf.   |
| ------------------ | ----------------------------------- | ------------------------- | --------------- | -------------- | ------------------------ | ------ |
| 1                  | Mardi 4 mai 2021 (21:05 - 23:20)    | 2 550 000                 | 11,6 %          | 23,6 %         | 3e                       | [ 12 ] |
| 2                  | Mardi 11 mai 2021 (21:05 - 23:20)   | 2 285 000                 | 11,5 %          | 21 %           | 3e                       | [ 13 ] |
| 3                  | Mardi 18 mai 2021 (21:05 - 23:20)   | 2 083 000                 | 10,3 %          | 19,4 %         | 4e                       | [ 14 ] |
| 4                  | Mardi 25 mai 2021 (21:05 - 23:20)   | 1 823 000                 | 8,6 %           | 18 %           | 4e                       | [ 15 ] |
| 5 (finale)         | Mardi 1er juin 2021 (21:05 - 23:20) | 2 364 000                 | 12,2 %          | 21,8 %         | 2e                       | [ 16 ] |
|                    |                                     |                           |                 |                |                          |        |
| Bilan de la saison | Bilan de la saison                  | 2 250 000                 | 10,9 %          | 20,8 %         | –                        | [ 17 ] |

Légende :
- plus hauts scores d'audiences
- plus bas scores d'audiences